# Tekeli Lala Mehmed Paixà
Tekeli Lala Mehmed Pasha fou un gran visir otomà que només va exercir durant nou dies el 1595.
Era de Gölmarmara, regió de Manisa, a Anatòlia occidental. Després de diverses activitats va arribar a tutor (lala) del sultà Murat III i després del seu fill Mehmet III. Per això era anomenat Lala. Es va casar amb la filla de la mainadera de Mehmet III, Halime Hatun.
Quan Mehmed III va pujar al tron aviat el va nomenar gran visir (19 de novembre de 1595) però va morir sobtadament el dia 28 d'octubre de 1595

## Nota
1. ↑  L'enciclopedia de l'Islam dona 22 de novembre de 1595 després de 10 dies en el càrrec a l'entrada "Mehmeh Pasha, Lala", volum VI, pàg. 989